# Dupondij
Dupondij (latinsko dvpondivs - dvofuntnik) je bil medeninast kovanec Rimske republike in Rimskega cesarstva, ki je veljal 2 asa ali ½ sesterca ali 1/8 denarija.
Dupondij so uvedli v Rimski republiki kot velik ulit kovanec, ki je že na samem začetku tehtal manj kot dva funta. Na prednji strani kovancev je bila podoba boginje vojne Rome, na  zadnji strani pa kolo s šestimi naperami. 
Po Avgustovi denarni reformi okoli leta 23, sta se sesterc in  dupondij izdelovala in zlato rumene medenine, imenovane orihalcum (zlati baker), kovanci manjše vrednosti pa iz rdečega bakra. Pod Avgustom se je nekaj dupondijev namesto iz medenine izdelovalo tudi iz bakra, pod Neronov pa nekaj manj vrednih asov iz medenine namesto iz bakra. Slednji so bili ustrezno manjši od bakrenih.
Dupondiji so se od podobno velikih asov razlikovali po žarkasti kroni na doprsni podobi cesarja, ki so jo začeli dodajati  med vladanjem ceesarja Nerona leta 66. Žarkasto krono kot simbol za dvojno vrednost so uporabljali tudi na dvojnih denarijih – antoninijanih in dvojnih sestercih. Ker so se dupondiji kovali že pred Neronovo vladavino in med njo, priložnostno pa tudi pod kasnejšimi cesarji, je bilo kovance z žarkasto krono zaradi obrabe in patine, ki je potemnila prvotno barvo, težko razlikovati od kovancev brez nje.